# Pseudemys concinna
Espèce
Synonymes
- Testudo concinna Le Conte, 1830
- Testudo floridana Le Conte, 1830
- Emys annulifera Gray, 1830
- Emys hieroglyphica Holbrook, 1836
- Emys mobilensis Holbrook, 1838
- Emys labyrinthica Duméril & Bibron in Duméril & Duméril, 1851
- Ptychemys hoyi Agassiz, 1857
- Emys orthonyx Wied, 1865
- Pseudemys vioscana Brimley, 1928
- Pseudemys elonae Brimley, 1928
- Pseudemys floridana suwanniensis Carr, 1937
- Pseudemys concinna metteri Ward, 1984
- Pseudemys floridana (Le Conte, 1830)
- Pseudemys suwanniensis Carr, 1937

Statut de conservation UICN

 LC  : Préoccupation mineure
Pseudemys concinna est une espèce de tortues de la famille des Emydidae.

## Répartition
Cette espèce est endémique des États-Unis :
- Pseudemys concinna concinna se rencontre en Virginie, en Virginie-Occidentale, en Caroline du Nord, en Caroline du Sud, en Géorgie, en Floride, en Alabama, au Mississippi, en Louisiane, au Texas, en Oklahoma, en Arkansas, au Kansas, au Missouri, en Illinois, en Indiana, en Ohio, au Kentucky et au Tennessee ;
- Pseudemys concinna floridana se rencontre en Virginie, en Caroline du Nord, en Caroline du Sud, en Géorgie, en Floride, en Alabama et au Mississippi ;
- Pseudemys concinna suwanniensis se rencontre en Floride.

## Liste des sous-espèces
Selon TFTSG (27 mai 2011) :
- Pseudemys concinna concinna (Le Conte, 1830)
- Pseudemys concinna floridana (Le Conte, 1830)
- Pseudemys concinna suwanniensis Carr, 1937

## Description

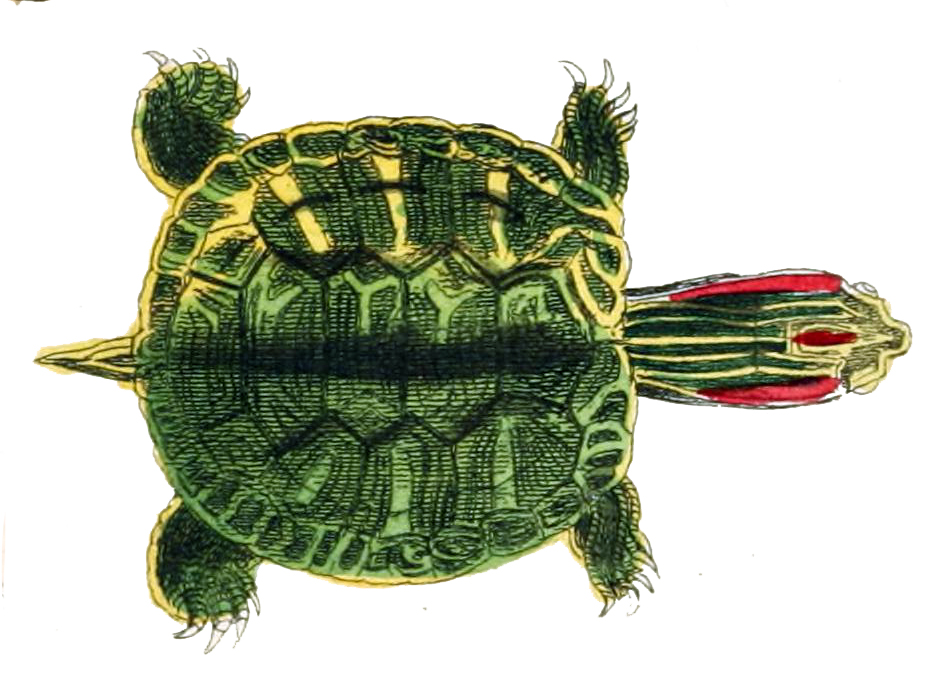
Pseudemys concinna

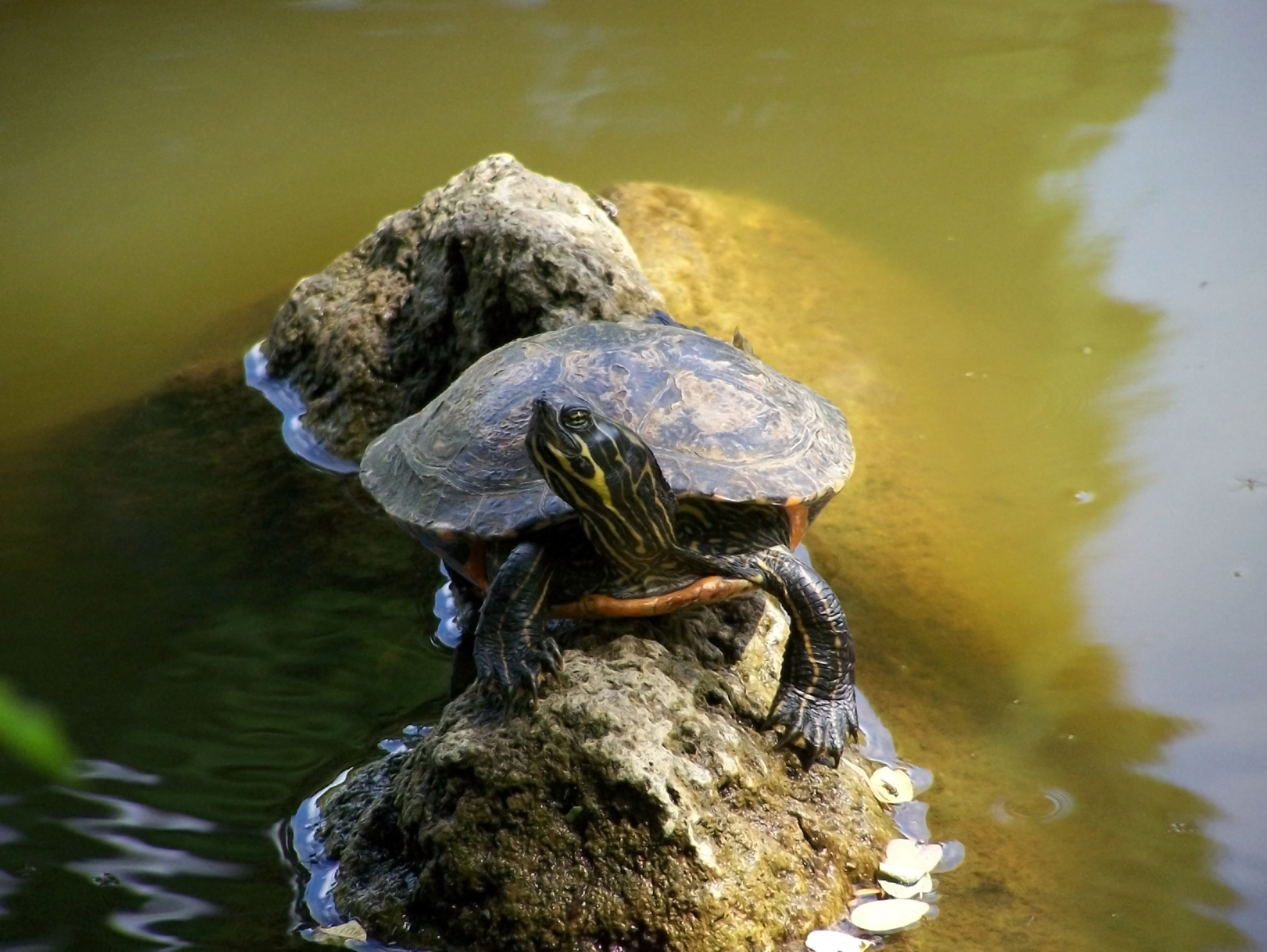
Pseudemys concinna

Cette tortue mesure jusqu'à 41 cm.

## Publications originales
- Carr, 1937 : A new turtle from Florida, with notes on Pseudemys floridana mobiliensis (Holbrook). Occasional Papers of the Museum of Zoology of the University of Michigan, no 348, p. 1–7 (texte intégral).
- Le Conte, 1830 : Description of the species of North American tortoises. Annals of the Lyceum of Natural History of New York, vol. 3, p. 91-131 (texte intégral).